# LYG2
LYG2 (англ. Lysozyme g2) – білок, який кодується однойменним геном, розташованим у людей на 2-й хромосомі. Довжина поліпептидного ланцюга білка становить 212 амінокислот, а молекулярна маса — 23 498.
| 10         |  | 20         |  | 30         |  | 40         |  | 50         |
| ---------- |  | ---------- |  | ---------- |  | ---------- |  | ---------- |
| MLSSVVFWGL |  | IALIGTSRGS |  | YPFSHSMKPH |  | LHPRLYHGCY |  | GDIMTMKTSG |
| ATCDANSVMN |  | CGIRGSEMFA |  | EMDLRAIKPY |  | QTLIKEVGQR |  | HCVDPAVIAA |
| IISRESHGGS |  | VLQDGWDHRG |  | LKFGLMQLDK |  | QTYHPVGAWD |  | SKEHLSQATG |
| ILTERIKAIQ |  | KKFPTWSVAQ |  | HLKGGLSAFK |  | SGIEAIATPS |  | DIDNDFVNDI |
| IARAKFYKRQ |  | SF         |  |            |  |            |  |            |

A: Аланін

C: Цистеїн

D: Аспарагінова кислота

E: Глутамінова кислота

F: Фенілаланін

G: Гліцин

H: Гістидин

I: Ізолейцин

K: Лізин

L: Лейцин

M: Метіонін

N: Аспарагін

P: Пролін

Q: Глутамін

R: Аргінін

S: Серин

T: Треонін

V: Валін

W: Триптофан

Кодований геном білок за функціями належить до гідролаз, глікозидаз. 
Задіяний у такому біологічному процесі, як альтернативний сплайсинг. 
Секретований назовні.